# Lorraine Toussaint
Lorraine Toussaint (Trinidad (Trinidad en Tobago), 4 april 1960) is een Amerikaanse actrice en filmproducente.

## Biografie
Toussaint is geboren in Trinidad en op tienjarige leeftijd is zij met haar familie verhuisd naar Brooklyn (New York). Toussaint heeft gestudeerd aan de School of Performing Arts in Manhattan (New York) en studeerde in 1978 af en heeft hierna drama gestudeerd aan The Juilliard School in New York.
Toussaint begon in 1983 met acteren in de film The Face of Rage. Hierna heeft zij nog meerdere rollen gespeeld in films en televisieseries zoals Hudson Hawk (1991), Point of No Return (1993), Dangerous Minds (1995), Any Day Now (1998-2002), Medical Examiners (2002-2003), Law & Order (1990-2003), Threat Matrix (2003-2004), Ugly Betty (2007) en Saving Grace (2007-2010).

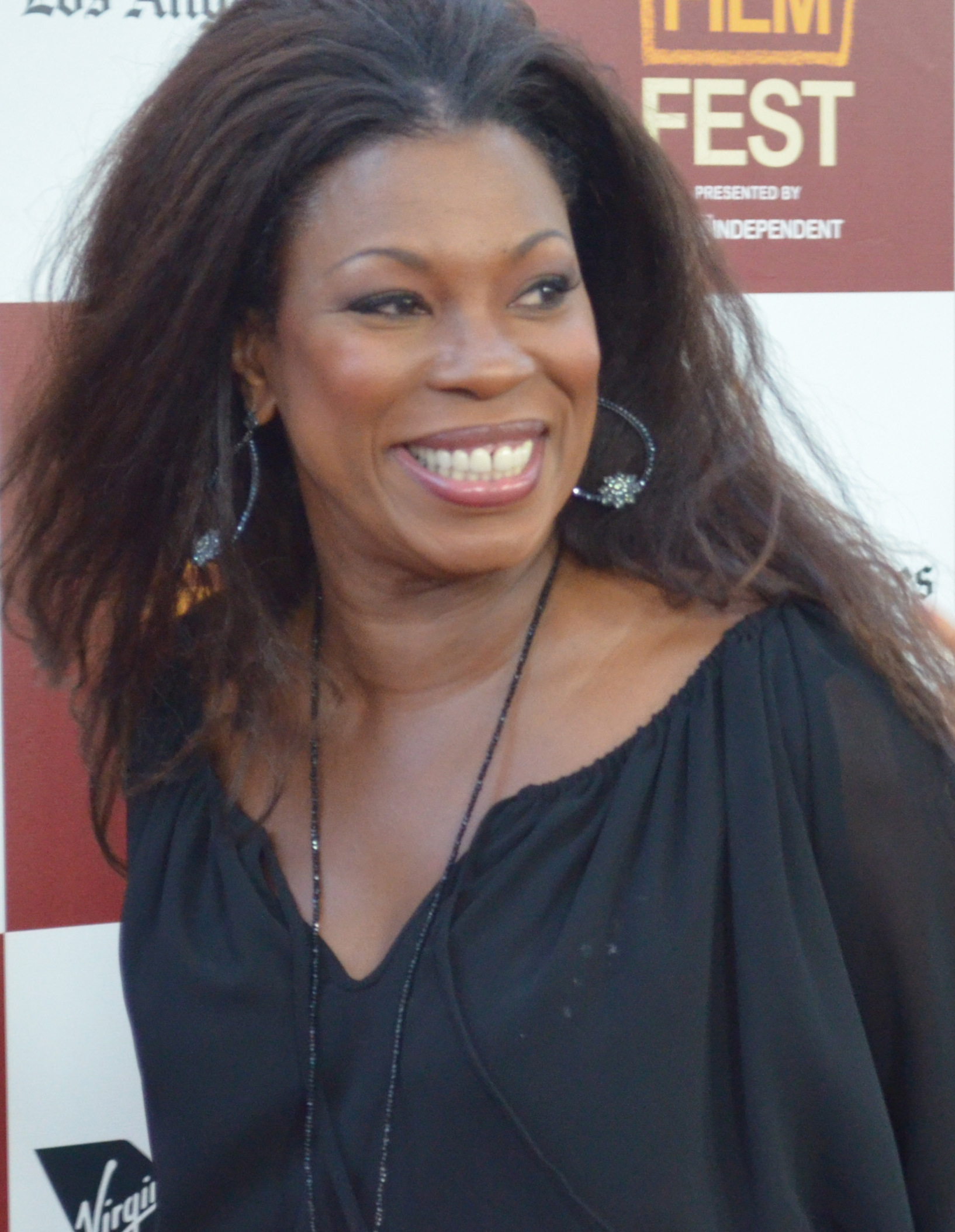
Lorraine Toussaint in 2012

## Prijzen
Image Awards in de categorie Uitstekende Actrice in een Dramaserie:
- 2003 in de televisieserie Any Day Now – genomineerd.
- 2002 in de televisieserie Any Day Now – genomineerd.
- 2001 in de televisieserie Any Day Now – genomineerd.
- 2000 in de televisieserie Any Day Now – genomineerd.
- 1999 in de televisieserie Any Day Now – genomineerd.

## Filmografie

### Films
- 2020 Concrete Cowboy - als Nessi
- 2020 The Glorias - als Flo Kennedy
- 2019 Scary Stories to Tell in the Dark - als Lou Lou
- 2018 Sprinter - als Donna
- 2018 Fast Color - als Bo
- 2017 Love Beats Rhymes - als Nichelle
- 2017 Girls Trip - als Lorraine Toussaint
- 2016 Sophie and the Rising Sun - als Salome Whitmore
- 2015 The Night Before - als mrs. Roberts
- 2015 Runaway Island - als Naomi Holloway
- 2014 Selma - als Amelia Boynton
- 2014 Ask Me Anything - als dr. Sherman
- 2012 Middle of Nowhere – als Ruth
- 2011 The Doctor – als Ayanna
- 2009 The Soloist – als Flo Ayers
- 2008 The Gold Lunch – als rechter
- 2005 Their Eyes Were Watching God – als Pearl Stone
- 2001 The Sky Is Falling – als Janie
- 1998 Jaded – als Carol Broker
- 1998 Black Dog – als Avery
- 1998 Blackout Effect – als Kim Garfield
- 1996 The Cherokee Kid – als mama Turner
- 1996 If These Walls Could Talk – als Shameeka Webb
- 1996 Nightjohn – als Dealey
- 1996 America's Dream – als Philomena
- 1995 It Was Him or Us – als luitenant Washington
- 1995 Dangeours Minds – als Irene Roberts
- 1994 Bleeding Hearts – als Enid Sheperd
- 1994 A Time to Heal – als Zelda
- 1994 Mother's Boys – als begeleidster van Robert
- 1993 Class of '61 – als Sarah
- 1993 Point of No Return – als Beth
- 1993 Love, Lies & Lullabies – als Florence Crawford
- 1992 Trial: The Price of Passion – als Nancy Goodpaster
- 1992 Red Dwarf – als kapitein Tau
- 1991 Daddy – als rechter
- 1991 Hudson Hawk – als Almond Judy
- 1990 Common Ground – als Alva
- 1989 Breaking In – als Delphine de hoer
- 1986 A Case of Deadly Force – als Pat Bowden
- 1983 The Face of Rage – als Stendah

### Televisieseries
Uitgezonderd eenmalige gastrollen.
- 2021 - 2023 The Equalizer - als Viola 'Vi' Marsette - 43 afl.
- 2018 - 2023 Big City Greens - als Rashida Remington - 10 afl.
- 2019 - 2021 Your Honor - als rechter Sara Leblanc - 3 afl.
- 2018 - 2020 She-Ra and the Princesses of Power - als Shadow Weaver (stem) - 28 afl.
- 2019 The Village - als Patricia Davis - 10 afl.
- 2018 - 2019 Into the Badlands - als Cressida - 16 afl.
- 2013 - 2017 The Fosters - als Dana Adams - 9 afl.
- 2015 - 2017 Rosewood - als Donna Rosewood - 44 afl.
- 2014 - 2015 Forever - als Joanna Reece - 21 afl.
- 2014 Orange Is the New Black - als Yvonne "Vee" Parker - 12 afl.
- 2012 - 2014 The Young and the Restless - als dr. Watkins - 11 afl.
- 2013 Body of Proof - als chief Angela Martin - 4 afl.
- 2009 – 2011 Friday Night Lights – als Bird Merriweather – 6 afl.
- 2007 – 2010 Saving Grace – als kapitein Kate Perry – 44 afl..
- 2007 Ugly Betty – als Yoga – 6 afl.
- 2006 – 2007 CSI: Crime Scene Investigation – als Maria James – 2 afl.
- 2004 Threat Matrix – als Carina Wright – 4 afl.
- 1990 – 2003 Law & Order – als advocate Shambala Green – 7 afl.
- 2002 – 2003 Medical Examiners – als dr. Elaine Duchamps – 12 afl.
- 1998 – 2002 Any Day Now – als Rene Jackson – 88 afl
- 1998 Cracker – als Tisha Watlington – 2 afl.
- 1997 Leaving L.A. – als dr. Claudia Chan – 6 afl.
- 1995 Murder One – als Margaret Stratton – 2 afl.
- 1995 Amazing Grace – als Yvonne Price – 5 afl.
- 1993 Where I Live – als Marie St. Martin – 21 afl.
- 1992 Bodies of Evidence – als Dr. Mary Rocket - ? afl.
- 1988 One Life to Live – als Vera Williams – ? afl.

### Filmproducente
- 2018 A Conversation: Anne Frank Meets God - korte film
- 2008 Accidental Friendship - film

- Bibliothèque nationale de France: cb14233918z (data)
- Gemeinsame Normdatei: 1280949422
- International Standard Name Identifier: 0000 0001 1482 8341
- Library of Congress Control Number: nr2002000167
- Nationale bibliotheek van Australië: 40211684
- Nationale Bibliotheek van Israël: 987007372087805171
- Virtual International Authority File: 161857551
- WorldCat: E39PBJy4dQbHpmx6pyfBK7MgKd